# Editura Alice Books
Editura Alice Books este o editură independentă din România, fondată în 2021 de către Lucia Popovici și soțul ei. Numele editurii este inspirat de personajul Alice din Alice în Țara Minunilor, reflectând spiritul curajos, curios și nonconformist al acesteia. Alice Books își propune să publice cărți diverse, din literaturi ale tuturor popoarelor, pentru toate vârstele.
Sediul editurii se află în Valea Lupului, Iași, pe strada Nicolae Grigorescu nr. 9. Cărțile Alice Books sunt disponibile în librăriile Cărturești, Humanitas, Librarium și online pe site-ul oficial.

## Colecții
- Mysterious Alice (romane de spionaj, mystery și thriller)
- Young Alice (romane Young Adult)
- Classic Alice
- Modern Alice
- Yesterday (memorii)
- Graphic Alice (romane grafice, manga)
- Kokoro (心 - inimă în japoneză; light novel-uri)
- Closure (self-help)
- Daring Alice (romane de debut)

Printre autorii publicați se numără: Osamu Dazai, Makoto Shinkai, Sohn Won-Pyung, M.L. Rio, Yu Miri, Sang Young Park, Baek Sehee, Aiden Thomas, Michelle Zauner și Travis Baldree.

## Activitate și evenimente
Editura organizează evenimente culturale, precum cluburi de lectură și ateliere, colaborând cu specialiști din diverse domenii pentru a aborda subiecte importante și a promova diversitatea culturală. În ianuarie 2025, Alice Books a aniversat trei ani de activitate, având 35 de titluri publicate și 27 de autori în portofoliu.

## Colaborări și rebranding
În 2024, Alice Books a lansat audiobookul Mă bucur că mama a murit⁠(d) de Jennette McCurdy, în colaborare cu AudioTribe, marcând și o rebranduire al editurii. Noul logo este un flamingo roz întors cu capul în jos, simbolizând curajul și nonconformismul, fostul logo reprezentând inițiala editurii, înclinată.